# Powtarzające się świadczenia niepieniężne
Powtarzające się świadczenia niepieniężne – w polskim systemie prawnym instytucja powtarzających się świadczeń niepieniężnych charakterystyczna dla spółek kapitałowych, uregulowana w artykułach 176 oraz 356 Kodeksu spółek handlowych. Przedmiotowa instytucja jest formą nadzwyczajnego obowiązku wspólnika spółki z ograniczoną odpowiedzialnością lub akcjonariusza spółki akcyjnej wynikającą odpowiednio z umowy spółki lub statutu.

## Charakter prawny w spółce z ograniczoną odpowiedzialnością
Wspólnicy są zobowiązani jedynie do świadczeń określonych w umowie spółki oraz w ustawie. Podstawowym i obligatoryjnym obowiązkiem wspólnika jest wniesienie wkładu na pokrycie objętych udziałów. Dodatkowym obowiązkiem wspólnika, o charakterze fakultatywnym, którego podstawą prawną jest umowa spółki, jest obowiązek dopłat (art. 177 § 1 Kodeksu spółek handlowych), 2) inne obowiązki wobec spółki, związane z osobą wspólnika (art. 159 Kodeksu spółek handlowych) oraz 3) powtarzające się świadczenia niepieniężne (art. 176 § 1 Kodeksu spółek handlowych). Jest to więc obowiązek nadzwyczajny, występujący tylko w sytuacji, gdy uregulowane jest to w umowie spółki.
Świadczenia tego typu muszą się charakteryzować:
- powtarzalnością (nie mogą mieć charakteru jednorazowego, ani ciągłego),
- charakterem niepieniężnym (nie mogą polegać na dostarczaniu spółce kapitału),
- realizacją celu jakim jest zapewnienie interesu spółki.